# Kodeks Świętości
Kodeks Świętości (niem. Heiligkeitsgezetz, skrót H) – termin stosowany przez krytyków biblijnych w odniesieniu do ostatniej części biblijnej Księgi Kapłańskiej, która ma charakter zbioru prawnego. Obejmuje on rozdziały od 17 do 26.

## Geneza kodeksu i czas powstania
Kodeks Świętości po raz pierwszy wyodrębniony został z Księgi Kapłańskiej w 1893. Dokonał tego ewangelicki teolog August Klostermann. Istnienie Kodeksu Świętości zostało w XX wieku przyjęte przez większość egzegetów, przy czym niektórzy uczeni ograniczają kodeks jedynie do rozdziałów 17–22.
Jako potwierdzenie hipotezy, że fragment ten powstał niezależnie od innych rodzajów księgi przemawia m.in. specyficzne słownictwo i charakterystyczne wyrażenia. Istnieją także różnice pomiędzy źródłem kapłańskim (P; zob. Teoria źródeł), któremu przypisywana jest Księga Kapłańska, a treścią kodeksu: 
- Jahwe przemawia w pierwszej osobie (inaczej niż w pozostałych tekstach źródła P)
- nie ma odwołań do czasów Mojżesza
- autor podaje zasady etyczne i przepisy prawne, a nie tylko przepisy kultowe (jak to ma miejsce w źródle P)

W przeciwieństwie do zdania większości biblistów, K. Ellinger uważa Kodeks Świętości za świadome uzupełnienie źródła P.
Dokładnie określenie osoby autora, jak i czasu powstania nie jest możliwe. Wielu egzegetów uważa, że główny trzon kodeksu pochodzi z końca monarchii i odzwierciedla zwyczaje świątyni Jerozolimskiej. Inni uważają, że kodeks powstał podczas niewoli babilońskiej. 
Kodeks Świętości podobny jest do fragmentu Księgi Ezechiela (rozdziały 40-48). Stąd też niektórzy egzegeci twierdzili, że autorem kodeksu jest sam prorok Ezechiel. Możliwe jest również, że prorok korzystał z istniejącego już kodeksu, bądź też te dwa fragmenty biblijne mają wspólne źródło. Ponieważ Ezechiel był jednym z jerozolimskich kapłanów deportowanych do Babilonii w 597 roku, sugeruje się, że kodeks mógł być dziełem związanych z prorokiem kręgów kapłańskich.
W przeciwieństwie do Pwt 12,15-16.20-25, Kpł 17,1-5 dopuszcza jedynie ubój ofiarniczy. Może to być regulacja pochodząca z czasów przed dopuszczeniem uboju profanicznego przez tradycję deuteronomiczną (co wskazywałoby na wczesne datowanie), ale i świadome zdystansowanie się wobec tego zezwolenia.

## Treść Kodeksu Świętości
Sama nazwa „Kodeks Świętości” pochodzi od idei świętości, która stanowi jego temat przewodni. Kodeks ma ukazać Izraelowi drogę do osiągnięcia świętości. Często powtarza się formuła: bądźcie świętymi, bo Ja jestem święty, Jahwe, Bóg Wasz. Jahwe jest według kodeksu święty, gdyż różni się od otaczającego świata i stanowi kontrast ze światem grzechu – podobnie oddzielony ma być naród izraelski: oddzieliłem was od innych narodów, abyście byli moimi. 
Na kodeks składają się następujące części:
- Przepisy dotyczące świętości pokarmów i zabijania zwierząt ofiarnych (rozdział 17)
- Przepisy dotyczące świętości rodziny i zakazów seksualnych (rozdział 18) Kodeks zawiera m.in. zakazy kazirodztwa, zoofilii i praktyk homoseksualnych
- Przepisy dotyczące sprawiedliwości i miłości społecznej (rozdział 19). Kodeks zawiera m.in. zakazy wróżbiarstwa, golenia włosów po bokach brody i tatuowania ciała
- Kary za wykroczenia kultowe oraz przeciwko rodzinie (niektóre sugerują karanie śmiercią) (rozdział 20)
- Przepisy dotyczące świętości kapłanów (rozdziały 21 i 22)
- Przepisy dotyczące czasów świętych (rozdziały 23-25}. Kodeks definiuje następujące święta żydowskie: Święto Tygodni, Święto Namiotów, Dzień Przebłagania, rok szabatowy oraz rok jubileuszowy, który był szczególnym przypadkiem roku szabatowego i obejmował m.in. darowanie długów.
- Błogosławieństwa i przekleństwa (rozdział 26)

Rozdział 19 kodeksu zawiera przykazanie o miłości bliźniego, które zostało powtórzone przez w Nowym Testamencie przez Jezusa (Mt 22,39) oraz Jakuba (Jk 2,8):
Nie będziesz szukał pomsty, nie będziesz żywił urazy do synów twego ludu, ale będziesz miłował bliźniego jak siebie samego (Kpł 29,18).